# Беляковское (Свердловская область)
Беляковское — село в Талицком городском округе Свердловской области России.

## Географическое положение
Село Беляковское находится на расстоянии 28 километров (по автодороге — 30 километров) к востоку от города Талицы, на правом берегу реки Пышмы, ниже устья реки Ельницы. В окрестностях села расположен пруд. Местность низменная, обильна небольшими озёрами, которые во время весеннего разлива сливаются с Пышмой.
В юго-восточной окрестности села Беляковского, чуть выше по течению реки Ельницы, расположена деревня Грозина. Восточнее Беляковского проходит граница между Талицким и Тугулымским городскими округами и районами. По ту сторону границы, в двух километрах от села на юго-восток по автодороге и по течению Пышмы, находится село Яр.

## История села
Поселение было основано в 1646 году казаками и людьми из казанских мест, переселившихся в Сибирь, и называлась как Беляковская слобода. Своё название слобода получила от реки Беляковки — правого притока Пышмы, в которую Беляковка впадает в 10 километрах ниже села по течению. В селе проживали русские православные крестьяне, но в приходе было немало и раскольников. В 1742 году в слободе была деревянная крепость.
В начале XX века сельчане в основном занимались земледельем.

## Владимирская церковь
В 1700 году в селе уже существовала церковь, которая упоминалась в расписках за 1700 год и последующие годы. В 1805 году во время пожара первый храм сгорел и на этом месте была построена часовня, в которой находились два каменных памятника. 21 августа 1805 года была заложена по благословению преосвященного Иустина, епископа Пермского и Екатеринбургского, каменная, двухпрестольная церковь, главный храм который был заложен в честь Владимирской иконы Пресвятой Богородицы в 1807 году, а придел был освящён во имя святого Николая, архиепископа Мирликийского. В 1889 году в холодном храме было совершено освящение вновь устроенного иконостаса, а в 1900 году холодный храм был переделан в тёплый. В начале XX века причт церкви состоял из двух священников и двух псаломщиков. Церковь была закрыта в 1940 году, и возвращена РПЦ в 1993 году.

## Часовня
В начале XX века в селе существовало две часовни: одна на месте сгоревшего храма, другая в западной стороне от храма – во имя мучеников Флора и Лавра.

## Школа
В 1900 году в селе уже существовала земская школа.

## Население
| 2002 | 2010 | 2021 |
| ---- | ---- | ---- |
| 366  | ↘283 | ↘212 |